# Johannes Agricola (Komponist)
Johannes Agricola (2. Hälfte des 15. Jahrhunderts) war ein franko-flämischer Komponist und Sänger der frühen Renaissance.

## Identität und Werke
Bei Johannes Agricola konnten bisher die Daten und Orte seiner Geburt und seines Ablebens nicht ermittelt werden. Darüber hinaus ist auch die Identität seiner Person nicht endgültig geklärt. Dokumente des Stadtarchivs Gent bezeichnen Johannes und Alexander Agricola (1446–1506) als Brüder. Johannes ist nach heutiger Annahme der musikhistorischen Forschung identisch mit dem Sänger Johannes Agricola, der zwischen den Jahren 1486 und 1493 und wieder 1496 in der niederländischen Stadt ’s-Hertogenbosch bei der Lieve Vrowe Broederschap (Bruderschaft Unserer Lieben Frau) gewirkt hat, teilweise unter dem Namen „Johannes de Gandavo“. Er ist möglicherweise auch der Jo. Agricola, dem die Bearbeitung des Lieds „Fors seulement“ zuzuschreiben ist; auch könnte er der Jannes Agricola sein, von dem das dreistimmige Lied „Dat ic mijen lijden aldus helen moet“ stammen soll (in einer anderen musikhistorischen Veröffentlichung wird dieses Lied jedoch dem Komponisten Petrus Elinc zugeschrieben).

## Bedeutung
Der musikalische Stil der wenigen bekannt gewordenen Kompositionen von Johannes Agricola erlaubt es, ihn der 2. Generation der franko-flämischen Komponisten zuzuweisen.